# Moscos
Os Muški (Georgiano: მესხები Meshebi) foram um povo da Idade do Ferro que viveu na Anatólia, conhecido a partir de fontes assírias. Eles não aparecem em registros hititas. Vários autores os relacionam aos moscos (em grego clássico: Μόσχοι; romaniz.: moschoi) dos textos gregos antigos e à tribo georgiana dos mesquécios. Flávio Josefo identifica os moscos com sendo os filhos de Meseque. Dois grupos diferentes são chamados de muški nas fontes assírias: um grupo instalado próximo à confluência do rios Arsânias e Eufrates entre os séculos XII e IX a.C. (comumente chamados "muški orientais") e um grupo localizado na Capadócia e Cilícia entre os séculos VII e VII a.C. ("muški ocidentais"). Fontes assírias identificam os muški ocidentais com os frígios enquanto textos gregos distinguem inequivocamente os moscos e os frígios.
A ligação entre os muški ocidentais e orientais é incerta, mas é possível assumir uma migração de pelo menos parte dos muški orientais para Cilícia entre os séculos X e VIII a.C. Esta possibilidade foi sugerida várias vezes, identificando os muški com os falantes dos idiomas georgiano e armênio, ou de línguas anatólias. A Enciclopédia de Cultura Indo-europeia nota que, segundo Diakonoff, os armênios seriam então um amálgama de povos hurritas, luvitas e muški falantes da língua proto-armênia (ou armenofrígios), que teriam levando sua língua indo-europeia para leste, cruzando a Anatólia.

## Muški orientais
Os muški orientais aparentemente se moveram para o decadente Império Hitita no século XII a.C., completando sua queda, juntamente com outros povos do mar. Eles se estabeleceram em um reino neo-hitita, o Reino da Capadócia.
Há alguma discussão entre historiadores sobre se os muški orientais se moveram para as áreas centrais hititas a partir do leste ou do oeste. Alguns especulam que eles originalmente ocuparam um território na região de Urartu; alternativamente, algumas antigas sugerem que primeiramente chegaram em uma terra no oeste (como parte da migração armenofrígia) a partir da região de Troia, ou até mesmo de um ponto tão distante quanto a Macedônia, como os brígios.
Juntamente com os hurritas e kaškaš, invadiram as províncias assírias de Alzi e Puruhuzzi por volta de 1 160 a.C., mas foram repelidos e vencidos por Tiglate-Pileser I em 1115. Até 1110, o rei assírio avançaria a pontos tão distantes quanto Melid.

## Muški ocidentais
No século XIII a.C., Tabal se tornou a mais influente das potências pós-hititas. Sob o governo do rei Mita, os muški viria a fazer uma aliança com Tabal e Carquemis. A aliança seria rapidamente derrotada por Sargão da Assíria, que capturou Carquemis e expulsou Mita para sua própria província. Ambaris de Tabal era diplomaticamente casado com uma princesa assíria, e recebeu a província de Cilícia (Hilacu). Em 713 a.C., porém, Ambaris seria desposto e Tabal se tornaria uma província assíria.
Os muški então ressurgiriam como aliados da Assíria, e Sargão citava Mita como um amigo. Aparentemente Mita capturou e entregou aos assírios os emissário s de Uriqui, rei de Que, que foram enviados para negociar um contrato antiassírio com Urartu, enquanto os emissários passavam pelos territórios muški.
De acordo com relatórios de inteligência militares dos assírios enviados a Sargão II (gravados em tábuas de argila e encontrados nos arquivos reais de Nínive por Austen Henry Layard), os cimérios invadiram Urartu a partir do Reino de Manai em 714 a.C.. A partir daí, os cimérios tornaram para oeste, ao longo da costa do Mar Negro chegando até Sinope, e então seguiram para sul em direção a Tabal, derrotando um exército assírio na Anatólia central em 705 - derrota que resultou na morte de Sargão. Especula-se que os muški, sob o governo de Mita, podem ter participado da campanha assíria e forçados a fugir para a Anatólia ocidental, desaparecendo dos registros assírios mas entrando na historiografia grega como o rei Midas na Frígia.
Rusas II de Urartu lutou contra os "muški-ni" a oeste. Antes, porém, ambos formaram uma aliança contra os assírios.

## Moscos

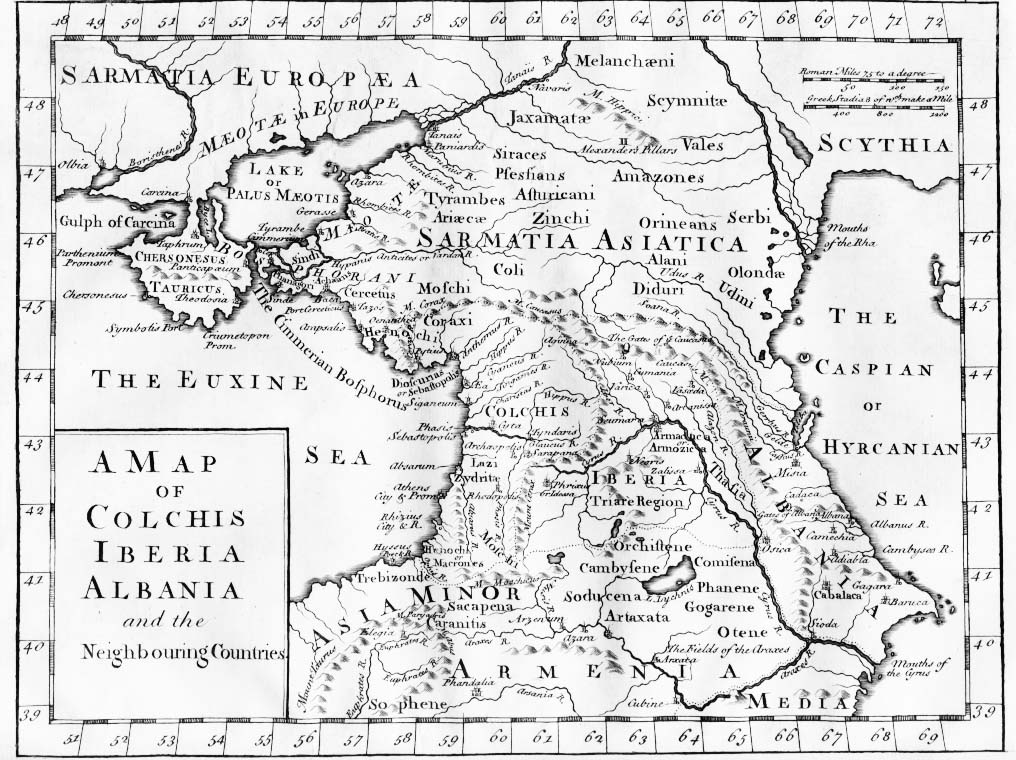
Neste mapa baseado em fontes da literatura grega antiga, os moscos são localizados ao sul de Cólquida

Hecateu de Mileto fala dos moscos como colcas (talvez falantes de línguas georgianas), situados próximos do reino de Matiene.

## Outras referências
- J.G. Macqueen, The Hittites and their contemporaries in Asia Minor (1986), ISBN 0-500-02108-2.
- Anne-Maria Wittker, Mušker und Phryger. Ein Beitrag zur Geschichte Anatoliens vom 12. bis zum 7. Jh. v. Chr., Wiesbaden (2004), ISBN 3-89500-385-9.
- This article incorporates text from the Dictionary of Greek and Roman Geography (1854), a publication now in the public domain.